# Phyllobrotica nigritarsis
Phyllobrotica nigritarsis es una especie de insecto coleóptero de la familia Chrysomelidae. Fue descrita en 1898 por Linell.
Se encuentra en las grandes llanuras de Norteamérica.